# Noordelijke markiezenkarekiet
De noordelijke markiezenkarekiet (Acrocephalus percernis) is een zangvogel uit de familie Acrocephalidae (rietzangers).

## Verspreiding en leefgebied
Deze soort is endemisch op de Marquesaseilanden en telt vier ondersoorten:
- A. p. postremus: Hatutu.
- A. p. aquilonis: Eiao.
- A. p. percernis: Nuku Hiva.
- A. p. idae: Ua Huka.

## Status
De grootte van de populatie is niet gekwantificeerd maar de soort wordt omschreven als zeer talrijk. Op de Rode lijst van de IUCN heeft deze soort de status niet bedreigd.